# أمي أوتاكي
أمي أوتاكي (大滝 麻未) (28 يوليو 1989 في هيراتسوكا في اليابان – )؛ هي لاعبة كرة قدم كانت تلعب كمهاجم. ولعبت مع منتخب اليابان لكرة القدم للسيدات.

## وصلات خارجية
- أمي أوتاكي على موقع الاتحاد الدولي (مؤرشف)  (الإنجليزية)
- أمي أوتاكي على موقع الاتحاد الأوربي (الإنجليزية)
- أمي أوتاكي على موقع قاعدة بيانات كرة القدم.إي يو (الإنجليزية)
- أمي أوتاكي على موقع Soccerway.com (الإنجليزية)
- أمي أوتاكي على موقع عالم كرة القدم.نت (الإنجليزية)
- أمي أوتاكي على موقع أوليمبيديا (الإنجليزية)